# Carlsiella
Carlsiella es un género de foraminífero bentónico de la subfamilia Ceratobulimininae, de la familia Ceratobuliminidae, de la superfamilia Ceratobuliminoidea, del suborden Robertinina y del orden Robertinida. Su especie tipo es Carlsiella brunsviga. Su rango cronoestratigráfico abarca el Barremiense superior (Cretácico inferior).

## Clasificación
Carlsiella incluye a las siguientes especies:
- Carlsiella brunsviga